# Magdeburger Straßen/P
Nachfolgend werden Bedeutungen und Umstände der Namengebung von Magdeburger Straßen und ihre Geschichte aufgezeigt. Aktuell gültige Straßenbezeichnungen sind in Fettschrift angegeben, nach Umbenennung oder Überbauung nicht mehr gültige Bezeichnungen in Kursivschrift. Soweit möglich werden auch bestehende oder ehemalige Institutionen, Denkmäler, besondere Bauten oder bekannte Bewohnerinnen und Bewohner aufgeführt.
Die Liste erhebt zunächst noch keinen Anspruch auf Vollständigkeit.
Pablo-Neruda-Straße; Stadtteil Neustädter See; PLZ 39126
Benannt nach dem chilenischen Schriftsteller und Literaturnobelpreisträger Pablo Neruda.
Pablo-Picasso-Straße; Stadtteil Kannenstieg; PLZ 39128
Diese Straße wurde nach dem spanischen Maler Pablo Picasso benannt.
Packhofstraße; Stadtteil Altstadt; PLZ 39104
Vormals:
- Schiffersteg (ab dem 18. Jahrhundert)
- Schifferstraße (bis 1887)

Die Packhofstraße verband das Knochenhauerufer mit der Werftstraße. Heute befindet sich an der Stelle dieser Straße das Schleinufer. Bis in das 18. Jahrhundert hatte die Straße keinen Namen. Die Häuser wurden, wie auch die Häuser der Werftstraße, als Hinter dem Kaution bezeichnet. Später, im 18. Jahrhundert, bürgerte sich die Bezeichnung Schiffersteg, dann Schifferstraße, ein. 1887 wurde die Straße umbenannt, um Verwechslungen mit der in der eingemeindeten Neustadt bestehenden Schifferstraße zu vermeiden. Bis 1631 verlief durch die Straße die Stadtmauer, die nachts durch ein Tor geschlossen wurde. Das Tor wird letztmals 1731 als Elbtor erwähnt. Die Benennung der Straße ging auf den Alten Packhof, ein großes Barockgebäude, zurück, welches sich in der Nähe des östlichen Endes der Straße befand.
Nach den Zerstörungen des Zweiten Weltkrieges erfolgte ein Wiederaufbau, der sich nicht an die historisch gewachsene Stadtstruktur hielt. An der Stelle der Packhofstraße befindet sich heute ein Teil der nach dem Zweiten Weltkrieg neu geschaffenen Hauptstraße Schleinufer.
Pallasweg; Stadtteil Reform; PLZ 39118
Wie viele Straßen in der näheren Umgebung erhielt auch dieser Weg seinen Namen nach einem astronomischen Objekt, nämlich nach dem Asteroiden Pallas, der seinerseits nach der griechischen Göttin Pallas Athene benannt ist.
Papenburg-Privatweg; Stadtteil Alte Neustadt; PLZ 39106
 ?
Papengang; Stadtteil Neue Neustadt; PLZ 39124
 ?
Papenstraße; Stadtteil Alte Neustadt; PLZ 39106
Heute: Johannes-Kirsch-Straße
 ?
Pappelallee; Stadtteil Alte Neustadt; PLZ 39106
Vormals: Spessartstraße (nördlicher Teil der Pappelallee)
Der Name dürfte auf die Pflanzengattung der Pappeln zurückgehen.
Institutionen, Bauwerke, Denkmäler:
- Wohnkomplex Nordpark, frühe Wohngebäude in verstärkt industrieller Bauweise, erbaut von 1958 bis 1960

Paracelsusstraße; Stadtteil Reform; PLZ 39118
Benannt nach dem von 1493 bis 1541 lebenden Arzt Theophrast von Hohenheim, genannt Paracelsus.
Vormals:
- Berthastraße

Parchauer Straße; Stadtteil Gewerbegebiet Nord; PLZ 39126
Diese Straße wurde nach dem nördlich von Burg gelegenen Dorf Parchau benannt.
Pareyer Weg; Stadtteil Neustädter Feld; PLZ 39128
Benannt nach dem Ort Parey.
Parzellenweg; Stadtteil Neu Olvenstedt; PLZ 39130
 ?
Pastor-Walter-Weg; Stadtteil Alt Olvenstedt; PLZ 39130
Heute: ?
Diese Straße dürfte nach dem langjährigen, Ende des 18. Jahrhunderts in Olvenstedt tätigen, evangelischen Pastor Johann Christoph Walter benannt gewesen sein.
Paul-Ecke-Straße; Stadtteil Brückfeld; PLZ 39114
Die Straße wurde nach dem 1900 in die USA ausgewanderten Inhaber der Paul Ecke Ranch, dem weltgrößten Züchter und Exporteur von Weihnachtssternen, benannt.
Paul-Markowski-Platz; Stadtteil Neustädter See; PLZ 39126
Heute: Neustädter Platz
Der Platz war nach dem SED-Politiker Paul Markowski benannt.
Paul-Nipkow-Straße; Stadtteil Stadtfeld West; PLZ 39110
Heute: Heinrich-Zille-Straße
Diese Straße war nach einem der Wegbereiter des Fernsehens, Paul Nipkow benannt. Wohl auf Grund der starken propagandistischen Anstrengungen der Nationalsozialisten um den Pionier des Fernsehens Nipkow, erschien der Name nach dem Ende der nationalsozialistischen Gewaltherrschaft nicht mehr tragbar.
Paul-Schreiber-Straße; Stadtteil Reform; PLZ 39118
Diese Straße wurde vermutlich nach dem Magdeburger Arzt Paul Schreiber benannt.
Paul-Schubert-Straße; Stadtteil Nordwest; PLZ 39128
Heute: Caspar-David-Friedrich-Weg
 ?
Pechauer Platz; Stadtteile Prester und Cracau; PLZ 39114
Dieser Platz liegt am Ende der von Magdeburg in Richtung Pechau führenden Pechauer Straße und erhielt daher seinen Namen.
Pechauer Straße; Stadtteil Cracau; PLZ 39114
Diese Straße führt von Magdeburg in Richtung Pechau und erhielt daher ihren Namen.
Pestalozzistraße; Stadtteil Stadtfeld West; PLZ 39110
Benannt wurde diese Straße nach dem Schweizer Pädagogen Johann Heinrich Pestalozzi.
Peter-Paul-Straße; Stadtteil Alte Neustadt; PLZ 39106
Die Benennung der Straße geht auf ein in dieser Gegend ursprünglich einmal angesiedelten Stift Sankt-Peter-und-Paul zurück.

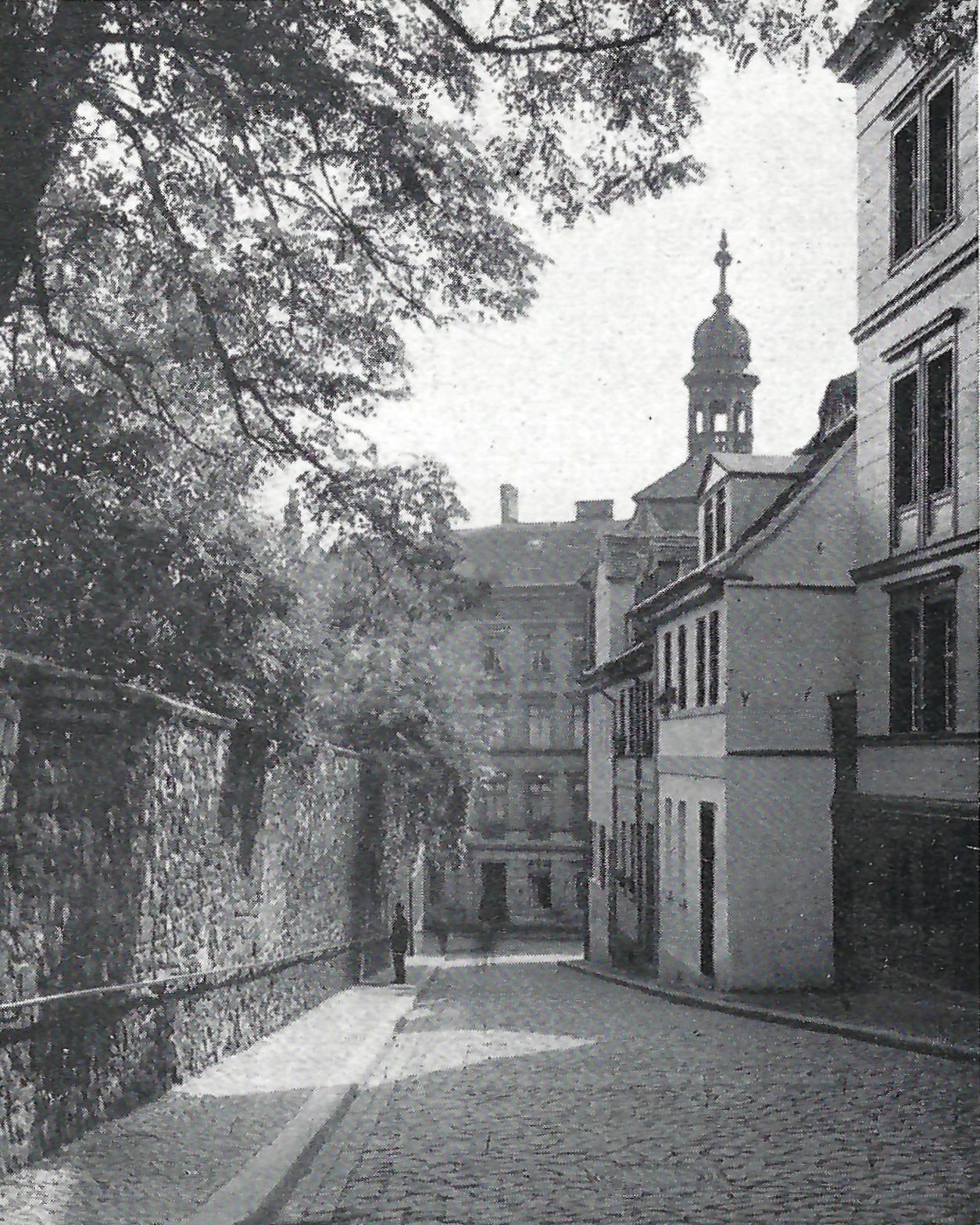
Petersberg, Blick von Westen in den 1920er Jahren

Petersberg; Stadtteil Altstadt; PLZ 39104
Vormals: Petriförder
Heute:
- Neustädter Straße (westlicher Teil des ehemaligen Petersberg)

Der Name Peter leitete sich von der nördlich der Straße gelegenen Kirche St. Petri ab. Die Straße führte als Förder vom höher gelegenen Bereich um die Neustädter Straße und Stephansbrücke wie eine Schlucht in Richtung Elbe. Die Straße wurde von mehreren Fußgängerbrücken überspannt. Der Förder und die Brücken wurden 1725 beseitigt. Der Name förder hielt sich noch bis 1750. Ab dann wurde die Straße als Petersberg bezeichnet. Obwohl der Weg als Durchgang zwischen St. Petri und Magdalenenkapelle auch nach dem 2. Weltkrieg bestehen blieb, wurde der Name in der Zeit der DDR aufgegeben. Am 16. Februar 2023 beschloss der Magdeburger Stadtrat die Wiederbenennung als Petersberg.
Peterstraße; Stadtteil Altstadt; PLZ 39104
Vormals:
- Große Petersstraße (zumindest ab 1552; bis 1807)
- Petersstraße

Der Name der Straße leitet sich von der Kirche St. Petri ab, auf die die Straße in ihrem ursprünglichen Verlauf einmal zulief. Im Zuge des sich nicht an die gewachsene Stadtstruktur haltenden Wiederaufbaus Magdeburgs nach den Zerstörungen des Zweiten Weltkrieges verschwand der ursprüngliche Straßenverlauf völlig. Ursprünglich verlief die Straße als gerade Verbindung zwischen Grünearmstraße und Jakobstraße. Der heutige gekrümmte Verlauf zwischen Weitlingstraße und Jakobstraße liegt zwar in der Nähe der alten Straße, berührt jedoch deren Verlauf an keiner Stelle.
ehemalige Institutionen, Denkmäler und Gebäude:
- die Harmonie-Gesellschaft, ein Magdeburger Kulturverein hatte von 1783 bis 1907 seinen Sitz in der Petersstraße Nr. 1.

Bekannte Personen, die hier lebten:
- Friedrich Albert Immanuel Mellin, Architekt, lebte zumindest um 1823 im Haus Peterstraße Nr. 27.

Petriförder; Stadtteil Altstadt; PLZ 39104

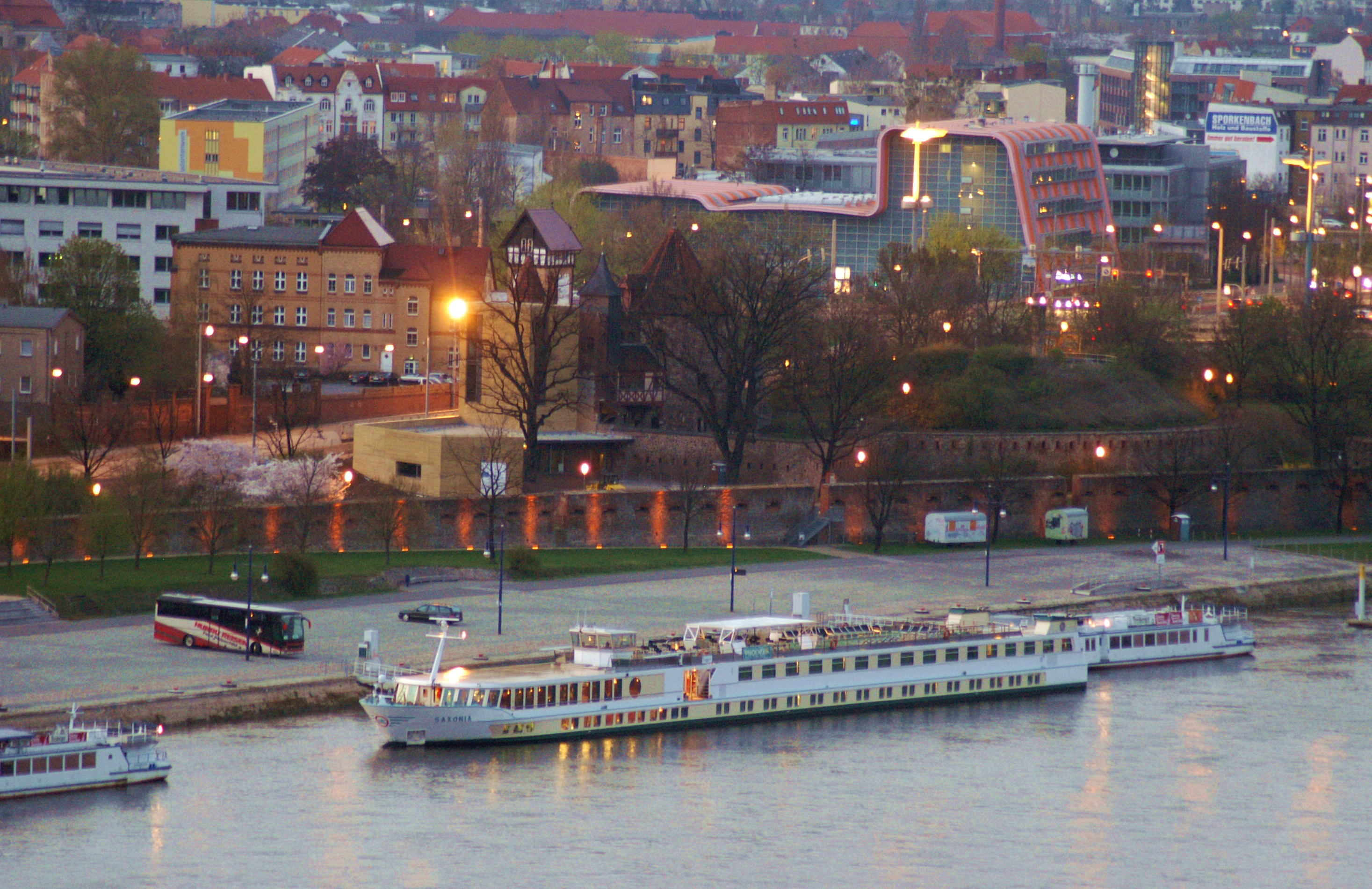
Petriförder

Die Bezeichnung Petri leitet sich von der benachbarten Kirche St. Petri ab. Ein Förder ist ein Einschnitt in das hohe Gelände am Elbufer, durch den man von der höher gelegenen Stadt an das Ufer der Elbe gelangte. Da es mehrere solcher Förder gab, wurden sie durch die Bezeichnung der in der Nähe befindlichen Kirchen unterschieden. Der Förder wurde bereits 1725 beseitigt. Der westliche Teil der Straße hieß daher ab circa 1750 Petersberg. Für den Bereich zum Elbufer hin hielt sich die Bezeichnung jedoch bis heute.
Petrikirchgang; Stadtteil Altstadt; PLZ 39104
Heute: ?
Die Bezeichnung Petrikirch leitet sich von der benachbarten Kirche St. Petri ab.
Petrikirchstraße; Stadtteil Alt Olvenstedt; PLZ 39130
Heute:?
Diese Straße war nach der bis Anfang des 18. Jahrhunderts in der Nähe befindlichen Sankt-Petri-Kirche benannt.
Pettenkoferbrücke; Stadtteile Rothensee und Industriehafen; PLZ 39126
Diese Brücke über ein Eisenbahngelände ist nach dem deutschen Chemiker Max von Pettenkofer benannt. Die Brücke stellt die Verlängerung der Pettenkoferstraße dar.
Pettenkoferstraße; Stadtteil Neue Neustadt; PLZ 39124
Diese Straße wurde nach dem deutschen Chemiker Max von Pettenkofer benannt.
Pfälzer Platz; Stadtteil Alte Neustadt; PLZ 39106
Die Benennung nimmt zwar auf die Region Pfalz in Südwestdeutschland Bezug, soll jedoch an die in Magdeburg über lange Zeit vorhandene sogenannte Pfälzer Kolonie erinnern, die in dieser Gegend einen Siedlungsschwerpunkt hatte.
Pfälzer Straße; Stadtteil Alte Neustadt; PLZ 39106
Die Benennung nimmt zwar auf die Region Pfalz in Südwestdeutschland Bezug, soll jedoch an die in Magdeburg über lange Zeit vorhandene sogenannte Pfälzer Kolonie erinnern, die in dieser Gegend einen Siedlungsschwerpunkt hatte.
ehemalige Institutionen, Denkmäler und Gebäude:
- Konsulat Lettlands, befand sich zumindest noch 1938 in der Nr. 8.

Pfarrstraße; Stadtteil Buckau; PLZ 39104
Diese Straße verlief von der Schönebecker Straße parallel zur Elbstraße in Richtung Elbe. Der Name rührte von der in der Straße befindlichen Pfarrei der benachbarten Sankt-Gertrauden-Kirche her.
Die Schönebecker Straße war die Hauptverbindungsstraße von Magdeburg in Richtung Schönebeck (Elbe). In Buckau verengte sich diese Straße stark im sogenannten Buckauer Engpass. Daher wurde östlich des Engpasses in der Zeit der DDR eine kurze Umgehungsstraße gebaut. Die Pfarrstraße und ihre Bebauung wurde dafür abgerissen.
Pfauenweg; Stadtteil Cracau; PLZ 39114
1938 benannt nach der Vogelart Pfau.
Pfeifersberg; Stadtteil Altstadt; PLZ 39104
Vormals:
- Pipersberg (zumindest um 1463)
- Piperstraße (zumindest um 1691)

Der Pfeifersberg verlief zwischen Heiligegeiststraße und Berliner Straße. Er befand sich etwas östlich des heutigen Fußwegs vom Kloster Unser Lieben Frauen zur Ostseite des Alleecenters.
Die Straße entstand bereits in ottonischer Zeit innerhalb der Stadtmauer. Reste dieser Stadtmauer waren bis zu den Zerstörungen im Zweiten Weltkrieg hinter den Häusern der Ostseite erhalten. Die Herkunft des Namens ist unklar. Bereits im Mittelalter fand jedoch die plattdeutsche Variante Pipersberg Verwendung.
Nach den Zerstörungen im Zweiten Weltkrieg erfolgte ein Wiederaufbau der Stadt, der sich nicht an die historisch gewachsene Stadtstruktur hielt. An der Stelle des Pfeifersbergs entstand eine Grünfläche.
Pfeifferstraße; Stadtteil Cracau; PLZ 39114
Die Benennung geht auf den evangelischen Pfarrer Gustav Adolf Pfeiffer und die von ihm gegründeten Pfeifferschen Stiftungen zurück. Die Straße führt an den Liegenschaften der Stiftungen entlang.
Pfirsichweg; Stadtteil Ottersleben; PLZ 39116
Benannt nach dem Steinobst Pfirsich.
Philipp-Daub-Straße; Stadtteile Neustädter Feld und Nordwest; PLZ 39128
Heute: Kritzmannstraße
Diese Straße war in der Zeit der DDR nach dem von 1950 bis 1961 amtierenden Oberbürgermeister der Stadt Magdeburg Philipp Daub benannt.
Philipp-Müller-Straße; Stadtteil Ottersleben; PLZ 39116
Heute: Königstraße
Diese Straße war in der Zeit der DDR nach dem bei einer Demonstration in Essen von der Polizei erschossenen Philipp Müller benannt.
Philipp-Palm-Weg; Stadtteil Leipziger Straße; PLZ 39112
Die Straße erhielt 1938 ihren Namen.
Pionierstraße; Stadtteil Alte Neustadt; PLZ 39106
Heute: Ernst-Lehmann-Straße
Diese Straße war – wohl zu Ehren des traditionsreichen Magdeburgischen Pionier-Bataillons 4 – nach der Truppengattung im Militär Pioniere benannt.
Pipersberg; Stadtteil Altstadt; PLZ 39104
Später:
- Piperstraße (zumindest um 1691)
- Pfeifersberg

Pipersberg war die ursprüngliche plattdeutsche, zumindest um 1463 gebräuchliche, Bezeichnung für den nach dem Zweiten Weltkrieg abgerissenen Pfeifersberg.
Piperstraße; Stadtteil Altstadt; PLZ 39104
Später:
Vormals:*Pipersberg (zumindest um 1463)
Später:*Pfeifersberg
Pipersberg war die ursprüngliche plattdeutsche, zumindest um 1691 gebräuchliche, Bezeichnung für den nach dem Zweiten Weltkrieg abgerissenen Pfeifersberg.
Pirolweg; Stadtteil Stadtfeld West; PLZ 39110
Den Beschluss zur Benennung nach der Vogelart Pirol fasste der Stadtrat am 9. Februar 2006. Im Zuge der weiteren Erschließung eines Wohngebietes wurde die Benennung der neu entstehenden Straße erforderlich. Da die anderen Straßen des Wohngebietes ebenfalls nach Vogelarten benannt worden waren, schlug die Stadtverwaltung eine weitere Vogelart vor.
Plachwitzer Weg; Stadtteil Alt Olvenstedt; PLZ 39130
Der Plachwitzer Weg wurde nach dem Ort Plachwitz benannt. Dieser Ort ist bereits vor langer Zeit zur Wüstung geworden und besteht heute nicht mehr. Die Straße führt in die ungefähre Richtung, in der Plachwitz einst lag. Wüstungen geben in Alt Olvenstedt mehreren Straßen die Namen (Ostendorfer, Lebersdorfer und Wisninger Straße).
Planckstraße; Stadtteil Altstadt; PLZ 39104
Vormals: Zietenstraße
Diese Straße wurde nach dem deutschen Physiker und Begründer der Quantentheorie Max Planck benannt.
Planetenweg; Stadtteil Reform; PLZ 39118
Vormals: Fermersleber Weg
Diese Straße wurde nach dem Himmelskörper Planet benannt. Der Weg ist die Hauptstraße durch die sogenannte Planetensiedlung. Die Straßennamen in diesem Wohngebiet sind überwiegend nach Begriffen aus der Astronomie, häufig nach Planeten, vergeben.
Platz der Volkssolidarität; Stadtteil Altstadt; PLZ 39104
Heute: Kölner Platz
In der DDR war dieser Platz nach der schon in der DDR bestehenden Hilfsorganisation Volkssolidarität benannt.

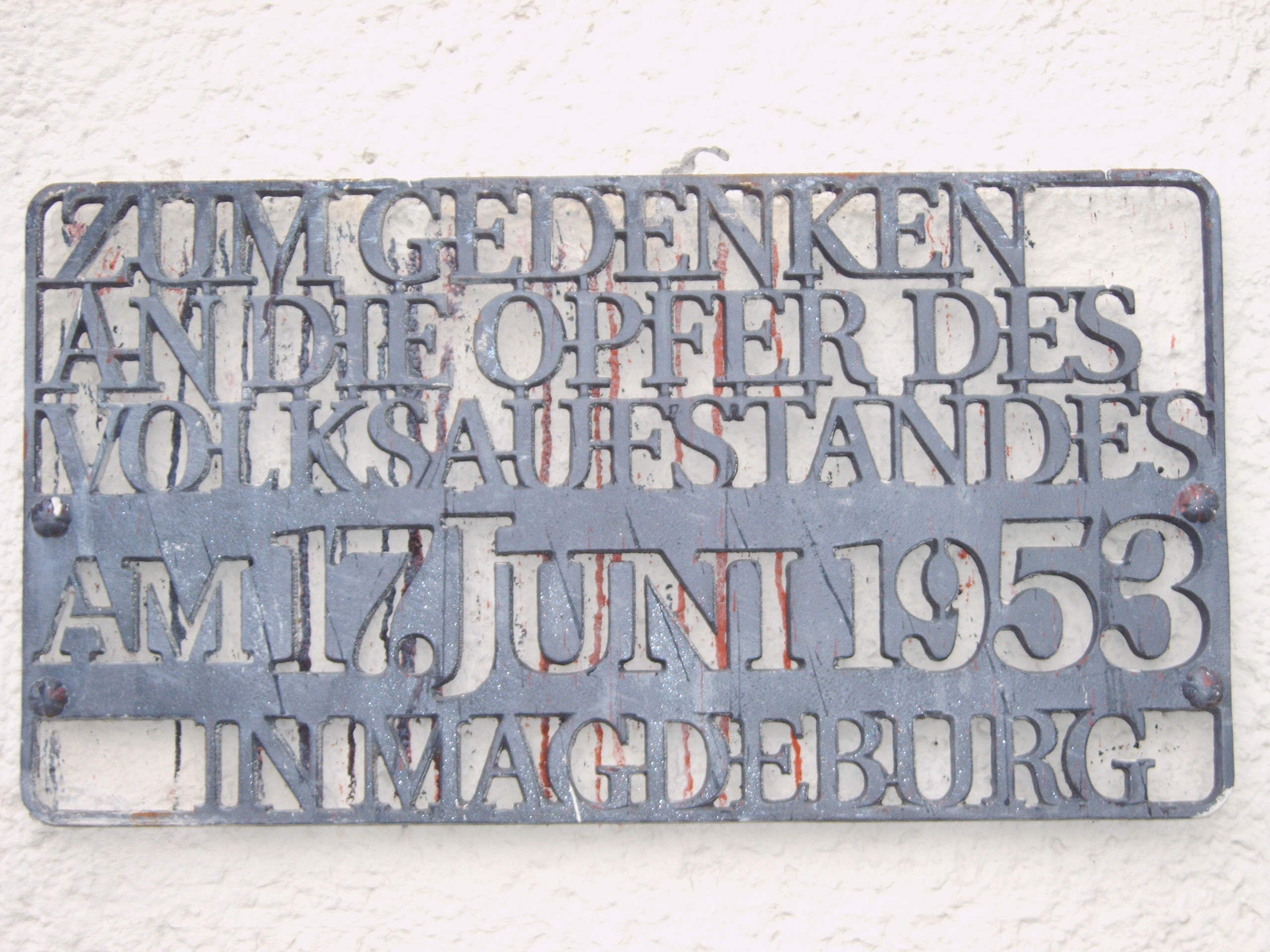
Gedenktafel an den 17. Juni 1953

Platz des 17. Juni; Stadtteile Sudenburg und Leipziger Straße; PLZ 39112
Dieser Platz wurde zum Gedenken an den Volksaufstand vom 17. Juni 1953 in der DDR benannt. Auf diesem Platz spielten sich während des Volksaufstandes Demonstrationen und Auseinandersetzungen ab.
Institutionen, Denkmäler und Gebäude:
- Gedenktafel an den Volksaufstand vom 17. Juni 1953
- Denkmal für Eike von Repgow, den Verfasser des Sachsenspiegels

Plauthstraße; Stadtteil Nordwest; PLZ 39128
Heute: Ostrowskistraße
Diese Straße war nach dem bei einem Flugzeugabsturz ums Leben gekommenen Piloten der Firma Junkers & Co. Karl Plauth benannt. Diverse Straßen der Junkerssiedlung trugen Namen von verunglückten Mitarbeitern des Flugzeugherstellers Junkers.
Plüschowstraße; Stadtteil Sudenburg; PLZ 39116
Heute: Erich-Mühsam-Straße
Diese ursprünglich zu Ottersleben gehörende Straße war nach dem deutschen Piloten Gunther Plüschow (1886–1931) benannt.
Plutoweg; Stadtteil Reform; PLZ 39118
Die Straße wurde nach dem Zwergplaneten Pluto benannt. Diverse Straßen der näheren Umgebung tragen ebenfalls Namen aus dem Bereich der Astronomie.
Plötzkyer Straße; Stadtteil Fermersleben; PLZ 39122
Benannt nach dem Dorf Plötzky.
Poltestraße; Stadtteil Stadtfeld Ost; PLZ 39108
Heute: Liebknechtstraße
Diese Straße war nach dem Magdeburger Industriellen Eugen Polte benannt.
Porse-Privatweg; Stadtteil Buckau; PLZ 39104
Der Porse-Privatweg zweigt westlich von der Porsestraße ab. Das Areal wurde zwischen 1900 und 1942 bebaut. Die Identität des mutmaßlichen Namensgebers (N.N. Porse) ist ungeklärt.
Porsestraße; Stadtteil Buckau; PLZ 39104
Vormals:
- Hallesche Straße (um 1900)

Die Identität des mutmaßlichen Namensgebers (N.N. Porse) ist ungeklärt. Die Umbenennung erfolgte jedenfalls vor 1942.
Institutionen, Bauwerke, Denkmäler:
- Haus Nr. 4, Umspannwerk, erbaut 1926 nach Plänen von Johannes Göderitz.
- Haus Nr. 9, Villa, des Amtsgerichtsrates Robert Freise, als Neorenaissancebau 1894 erbaut.
- Haus Nr. 13, Rayonvilla, Villa des Fabrikanten Fritz Dressel (Geschäftsführer von Schäffer & Budenberg), erbaut von 1884.

Poseidonweg; Stadtteil Neue Neustadt; PLZ 39124
Die Straße wurde durch Beschluss des Stadtrates vom 11. April 2002 nach dem Schwimm-Club SC Poseidon e. V. benannt, der 1903 durch sechs ehemalige Mitglieder des Schwimmklubs Werder gegründet wurde. Erste Trainingsanlage des dann vor allem im Jugendbereich erfolgreichen Vereins war die Pionierbadeanstalt bei der Königsbrücke in der Stromelbe. Um 1923 übernahm der Verein den auf dem nördlichen Teil der Rotehorninsel befindlichen Schanzenteich des nicht mehr genutzten Fort IX der Festung Magdeburg. Die Anlage wurde für Vereinszwecke umgebaut. Der das Fort zuvor umgebende mit Wasser gefüllte Wallgraben wurde trockengelegt. Es entstand ein Vereinshaus mit einem Kuppelbau. Die Wälle wurden mit Treppen zugänglich gemacht. Nach dem Ende des Zweiten Weltkrieges verfiel die Anlage und wurde von den Magdeburgern noch als inoffizielle Badestelle genutzt. Anfang der 1950er Jahre wurde die Badestelle zugeschüttet. Heute befindet sich in diesem Bereich die Straße und Wohnsiedlung Großer Werder.
Im Zuge der Entstehung des neuen Baugebiets Schöppensteg waren drei Erschließungsstraßen zu benennen. Aufgrund der direkten Nachbarschaft des Gebiets zum ehemaligen Hellas-Freibad sollten die Namen an die Magdeburger Schwimmsporttradition in Gestalt Magdeburger Schwimmvereine erinnern. Neben dem Hellasweg erhielt auch der Nixeweg so seinen Namen.
Posener Straße; Stadtteil Industriehafen; PLZ 39126
Heute: Allerstraße
Diese Straße war nach der heute zu Polen gehörenden Stadt Posen benannt. Mit der Benennung sollte der nach dem Ersten Weltkrieg von Deutschland an Polen verlorenen Stadt und Provinz gedacht werden.
Poststraße; Stadtteil Alt Olvenstedt; PLZ 39130
Die Poststraße war früher ein Postkutschenweg, der durch das Dorf Olvenstedt verlief.
Poststraße; Stadtteil Altstadt; PLZ 39104
Vormals:
- Der alte Parat oder Parade(-Platz) (südlicher Teil der Straße) (bis 1807 in Gebrauch)
- Neue Poststraße (ab 1743) (südlicher Teil der Straße)
- Blässgasse (ab 1552) (östlicher Teil der Straße)
- Alte Poststraße (östlicher Teil der Straße)

Heute:
- Kreuzgangstraße

Die Poststraße verlief von der Nordwestecke des Domplatzes nach Norden zu einem kleinen Platz und knickte dann nach Osten ab, um zwischen Kloster Unser Lieben Frauen und Einmündung Großer Klosterstraße auf die Regierungsstraße zu treffen.
Der Name Poststraße geht auf das in der Kreuzgangstraße Nr. 6 (Ecke Poststraße) seit 1668 befindliche Dienstgebäude der brandenburgischen Post zurück. Die Ost-West-Verbindung hieß ursprünglich Bläßstraße und erhielt dann den Namen Poststraße. Der Nord-Süd-Teil war bis 1699 ein Platz. Vermutlich wurde er bereits im Mittelalter als Ort für die Herbstmesse genutzt. Auch dürften die Geldwechsler hier ihren Standort gehabt haben. Ab 1699 wurde dann der Platz bebaut, wie es heißt durch kleine Leute. Die Gegend galt als Hurenwinkel und dürfte der Prostitution gedient haben. Da die Häuser Nr. 7 bis 9 des Domplatzes erst um 1720 errichtet worden, bestand eine direkte breite Verbindung zum Domplatz. 1731 wurde der Platz instand gesetzt und die Straße angelegt. Der alte Name Paradeplatz hielt sich noch bis 1807, jedoch setzte sich ab 1743 der Name Neue Poststraße durch. Neue diente dabei der Unterscheidung zur benachbarten bisherigen Poststraße. Die „Vereinigung“ beider Straßen unter dem gemeinsamen Namen Poststraße erfolgte 1808.
Nach den Zerstörungen im Zweiten Weltkrieg erfolgte ein Wiederaufbau der Stadt, der sich nicht an die historisch gewachsene Stadtstruktur hielt. Der noch bestehende Teil der Straße (zwischen heutigem Landtag und Hundertwasserhaus) wurde der Kreuzgangstraße zugeschlagen, die an sich ursprünglich entlang der heutigen Arthur-Ruppin-Straße verlief. Der in Ost-West-Richtung verlaufende Teil wurde teilweise überbaut. Zum Teil verlief ein über mehrere Jahrzehnt unbenannter auf das Kloster Unser Lieben Frauen zulaufender Fußweg in etwa im Bereich dieses Teils der ehemaligen Poststraße. Am 9. November 2006 beschloss der Stadtrat im Zusammenhang mit der Benennung des Erhard-Hübener-Platzes, diesen Fußweg der Kreuzgangstraße zuzuordnen.
Potsdamer Straße; Stadtteil Cracau; PLZ 39114
Benannt nach Potsdam, der Landeshauptstadt des Bundeslandes Brandenburg.
Prälatenstraße; Stadtteil Altstadt; PLZ 39104
Vormals:
- Prälatenstraße
- Max-Josef-Metzger-Straße (bis 12. Mai 2005)

Die früher deutlich längere Prälatenstraße trägt ihren Namen nach dem geistlichen Würdenträger Prälat. Der Straßenteil zwischen Breitem Weg und Leiterstraße gehörte zur sogenannten Stiftsfreiheit um den Magdeburger Dom. In dieser Straße wohnten daher viele Geistliche, woraus sich der Straßenname ergab. Der jahrhundertealte Name verschwand in der Zeit der DDR auf Antrag des Stadtvorstandes der Blockpartei CDU. Am 30. Juni 1975 wurde die Straße nach dem katholischen Theologen und Widerstandskämpfer gegen den Nationalsozialismus Max Josef Metzger benannt. Auf Antrag der Ratsfraktion von Bündnis 90/Die Grünen wurde mit Beschluss des Stadtrates vom 12. Mai 2005 ein zu diesem Zeitpunkt unbewohntes Teilstück der Straße in Prälatenstraße rückbenannt.
Präsident-Friese-Weg; Stadtteil Salbke; PLZ 39122
Dieser Weg wurde noch zu Lebzeiten nach Rudolf Friese (1866–1940) benannt. Friese war von 1921 bis 1931 Präsident der Eisenbahndirektion Magdeburg.
Prester-Privatweg; Stadtteil Prester; PLZ 39114
Die Bezeichnung des Wegs nimmt Bezug auf seine Lage im heute zu Magdeburg gehörenden Stadtteil Prester.
Pretziener Weg; Stadtteil Berliner Chaussee; PLZ 39114
Benannt nach dem Dorf Pretzien.
Prinzenwiese; Stadtteil Randau-Calenberge; PLZ 39114
 ?
Puppendorfer Privatweg; Stadtteil Berliner Chaussee; PLZ 39114
Diese Straße führt als Verlängerung des Puppendorfer Weges durch den Ortsteil Magdeburg-Puppendorf.
Puppendorfer Weg; Stadtteil Berliner Chaussee; PLZ 39114
Dieser Weg führt von der Berliner Chaussee in Richtung Magdeburg-Puppendorf und trägt daher diesen Namen.
Puttkamerstraße; Stadtteil Fermersleben; PLZ 39122
Heute: Comeniusstraße
Diese Straße war nach Robert von Puttkamer, einem ehemaligen Kultusminister Preußens, benannt. Mehrere Straßen dieses Viertels trugen und tragen Namen von Personen, die sich im Bildungswesen hervorgetan hatten.